# Flagge Liechtensteins
Die Flagge Liechtensteins besteht aus zwei gleich großen, horizontalen Streifen: oben blau und unten rot. In dem blauen Streifen ist links ein goldener kronenähnlicher Fürstenhut dargestellt.

## Farben
| System                      | Blau     | Rot       | Gold       | Schwarz |
| --------------------------- | -------- | --------- | ---------- | ------- |
| RGB                         | 0-43-127 | 206-17-38 | 255-216-61 | 0-0-0   |
| Hexadezimale Farbdefinition | #002B7F  | #CE1126   | #FFD83D    | #000000 |

## Geschichte
Die Farben haben vermutlich ihren Ursprung in den Farben der Dienstkleidung am Liechtensteiner Fürstenhof des 18. Jahrhunderts. Der Fürstenhut wurde erst 1937 hinzugefügt, da die Liechtensteiner Athleten, namentlich der Sportfunktionär Eduard Alexandrowitsch von Falz-Fein, bei den Olympischen Sommerspielen 1936 sah, dass die Flagge ansonsten identisch mit der Flagge Haitis war. Die Darstellung des Fürstenhutes wurde 1982 leicht modifiziert.

Historische Flaggen
1719–1852
1852–1921
1921–1937
1937–1982

## Andere Flaggen
Die Flagge des liechtensteinischen Fürstenhauses besteht aus zwei gleich großen, horizontalen Streifen: oben gold und unten rot.

Flagge des Fürstenhauses
Standarte des Fürsten von Liechtenstein
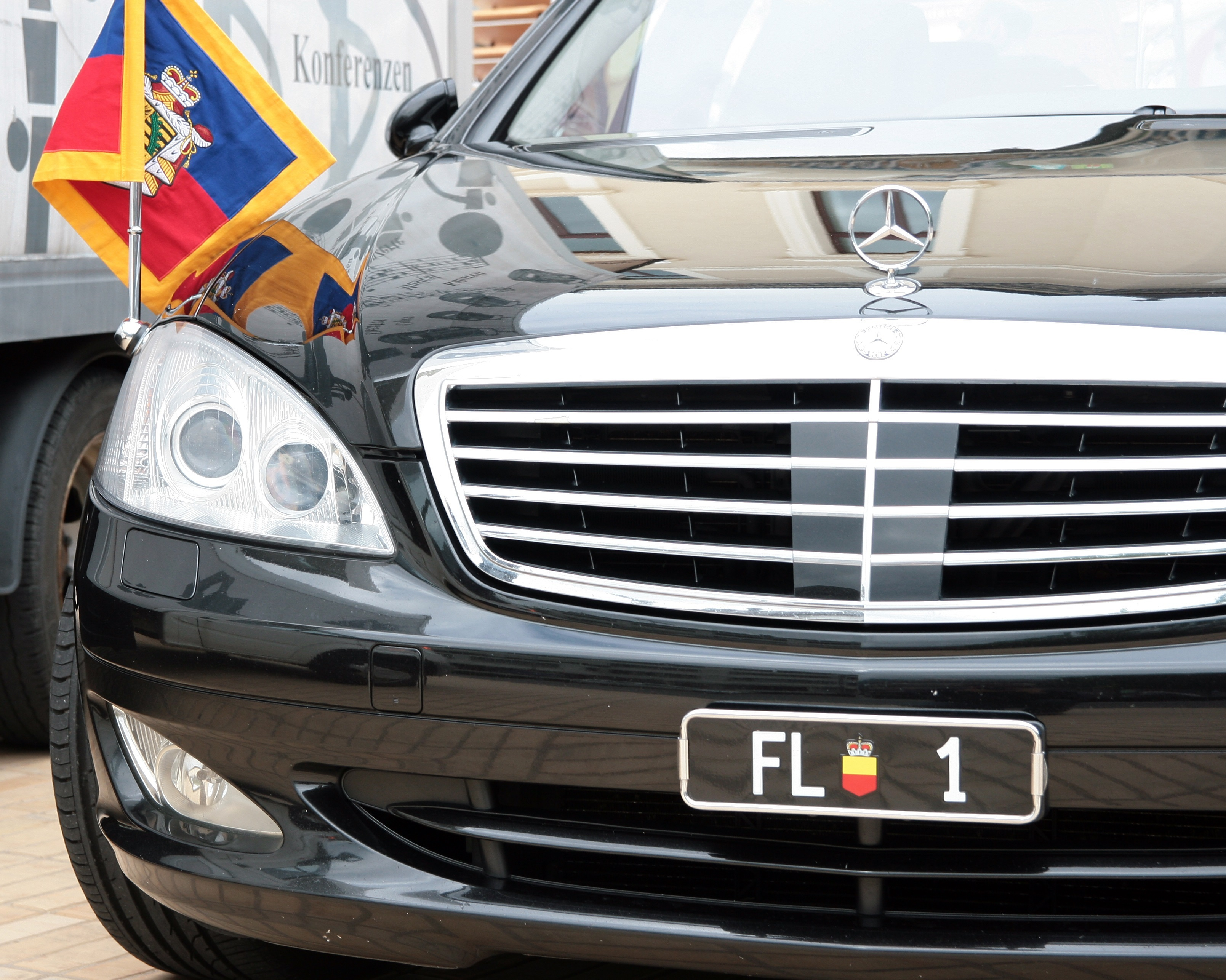
Standarte am Fahrzeug
Standarte der Landesregierung und des Landtags